# Boris Vallaud

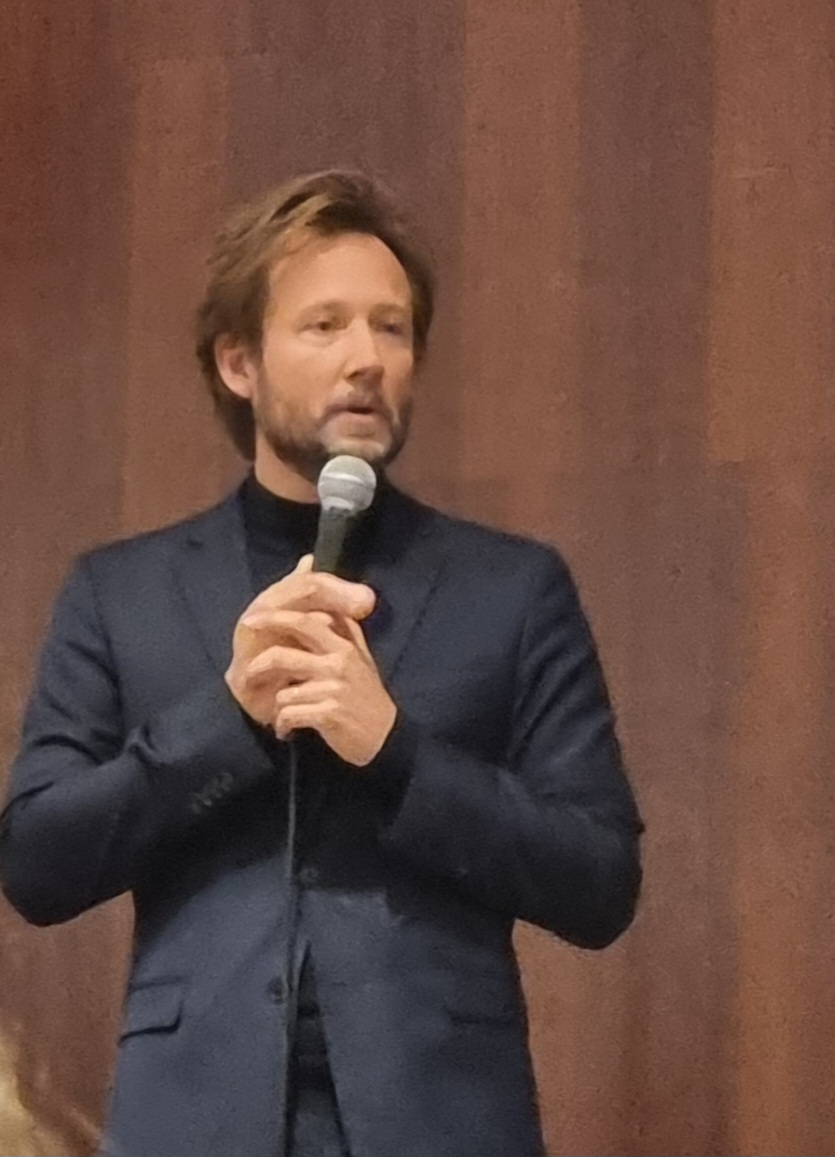
Boris Vallaud, 2023

Boris Vallaud (* 25. Juli 1975 in Beirut, Libanon) ist ein französischer Politiker der Sozialistischen Partei (PS). Er war Sprecher der PS vom April 2018 bis zum April 2023 und Präsident der PS-Fraktion in der französischen Nationalversammlung vom Juni 2022 bis zum Juni 2024. Bei der Parlamentswahl in Frankreich 2024 wurde er wiedergewählt.
Vallaud hat an der École nationale d’administration gemeinsam mit Emmanuel Macron studiert.
Im Jahr 2018 lud Jean-Luc Mélenchon von der linken Partei La France insoumise (LFI) Vallaud zur Sommeruniversität der LFI ein, um ein mögliches Linksbündnis vorzubereiten. Im Jahr 2022 entstand dann das Bündnis Nouvelle union populaire écologique et sociale und 2024 die Nouveau Front populaire.
Vallaud ist mit der früheren PS-Forschungsministerin Najat Vallaud-Belkacem verheiratet.